# Colin Turnbull
Colin Macmillan Turnbull (ur. 23 listopada 1924, zm. 28 lipca 1994) – angielski etnograf i antropolog. Znawca Afryki, jej problemów socjalnych i cywilizacyjnych. Badał plemiona Pigmejów w Zairze oraz Ików w Ugandzie.
Był pionierem w badaniach nad etnomuzykologią. Doktoryzował się na Oksfordzie. Wyjechał do Stanów Zjednoczonych i przyjął amerykańskie obywatelstwo. Przez wiele lat związany był z Uniwersytetem Virginia Commonwealth.
Turnbull otwarcie przyznawał się do tego, że jest gejem. Jego partnerem był współpracownik Dr. Joseph Towles. Obaj umarli w wyniku komplikacji związanych z AIDS.
Książki wydane po polsku:
- Samotny Afrykanin (1965)
- Leśni ludzie (1967)
- Ikowie, ludzie gór (1980)